# Fattore cobalto II C20-metiltransferasi
La fattore cobalto II C20-metiltransferasi è un enzima appartenente alla classe delle transferasi, che catalizza la seguente reazione:
S-adenosil-L-metionina + fattore cobalto II ⇄ S-adenosil-L-omocisteina + fattore cobalto III
L'enzima è coinvolto nella biosintesi anaerobia della vitamina B12.